# Katrin Zytomierska
Katrin-Julie Zytomierska, född 17 september 1977 i Råsunda församling, Solna, är en svensk influerare och författare.

## Programledare
Under 2008 ledde hon TV400-programmet Idol:Eftersnack tillsammans med Peter Jihde, ett systerprogram till Idol 2008. Hon blev återigen programledare för "Idol Eftersnack" under Idol 2009. Hon var även programledare för MTV-programmet Sunday Supreme. År 2008 deltog också Katrin Zytomierska i TV3:s hälsoprogram Du är vad du äter. År 2009 medverkade Katrin Zytomierska i morgonprogrammet VAKNA! med The Voice på Kanal 5 och The Voice. Hennes uppgift var att varje torsdag kommentera aktuella händelser, företeelser och personer under vinjetten "Arga snackarn", ett namn som var inspirerat av realityserien Arga snickaren.
År 2020 diskuterade Zytomierska den svenska Coronastrategin med överläkare Johnny Ludvigsson. Debatten väckte uppmärksamhet och SVT anklagades för falsk balans, det vill säga att man gav oproportionerligt mycket utrymme åt en åsikt som inte grundas på fakta, där Zytomierska i det särskilda fallet lade fram en åsikt inte grundad i vetenskap medan Ludvigsson förde fram vetenskapligt grundade åsikter.

## Företag
Zytomierska driver företaget Katrin Zytomierska Holding AB, moderbolag till Katrins gbag AB som hon driver tillsammans med Bingo Rimér.. Tillsammans med Rimér har hon även företagen Clean Eating AB och By Rimér AB.. Hon drev tidigare handelsbolaget Perfection Urban Representant Effort, P.U.R.E.
Under Coronapandemin (Covid-19), har hon propagerat för en fiskolja som hon säljer, hävdande, utan vetenskaplig evidens, att den skulle ha förmåga att stärka immunsystemet. För detta har hon blivit anmäld över 100 gånger till Konsumentverket.

## Privatliv
År 2007–2008 var hon gift med Alex Schulman. Hon var 2009–2015 sambo med Bingo Rimér, med vilken hon har två söner. Hon var senare sambo med Alexander Klingstedt 2015–2018 med vilken hon har en son (2017).